# 约恩·瓦格纳·汉森
约恩·瓦格纳·汉森（丹麥語：Jørgen Wagner Hansen，1925年9月15日—1969年7月17日），丹麦男子足球运动员，场上位置是前锋。他曾代表丹麦国奥队参加1952年夏季奥林匹克运动会足球比赛，获得第五名。

## 荣誉
1948年，在丹麦获得奥运会铜牌